# Knysna Heads

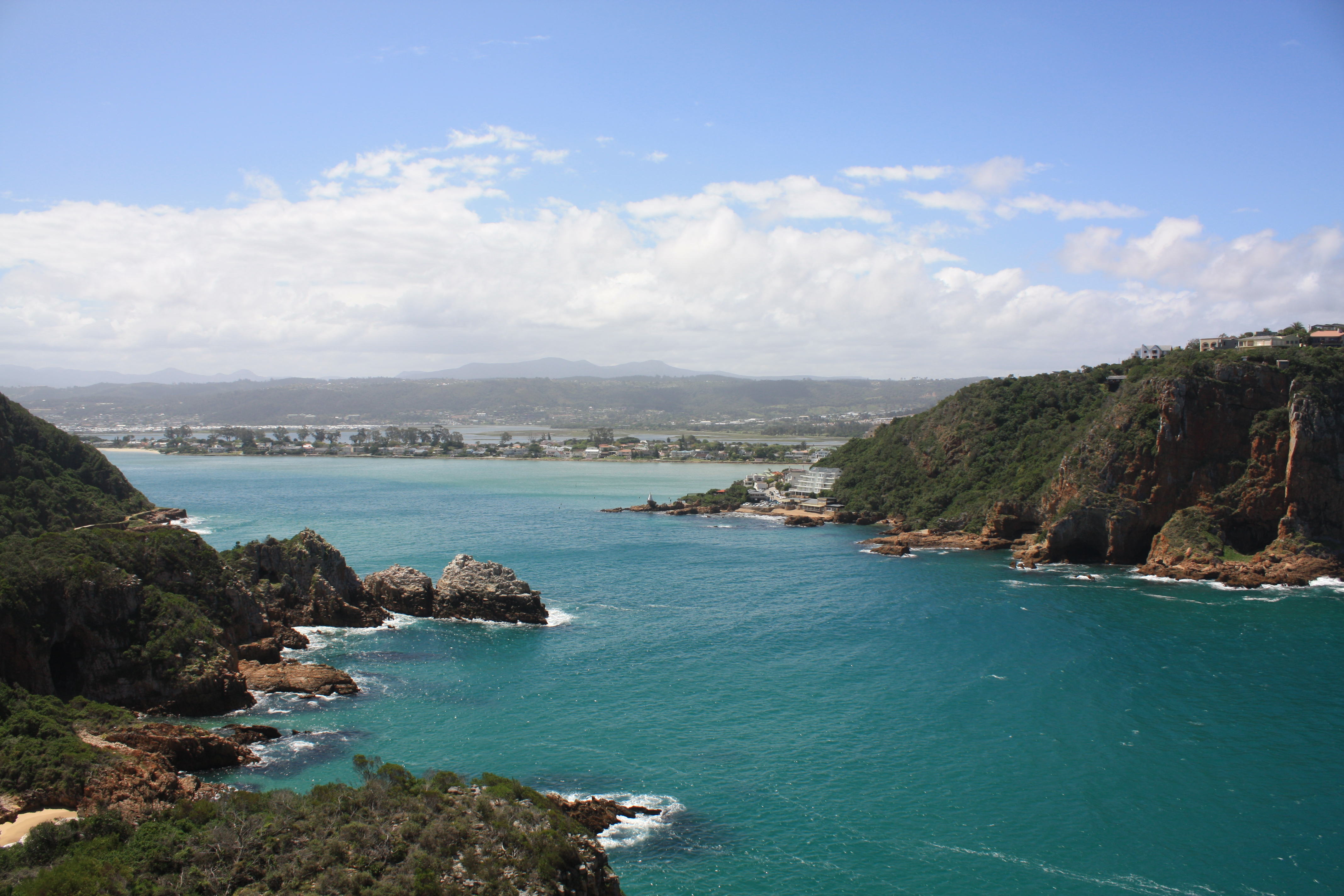
Die Knysna Heads vom westlichen Head aus gesehen

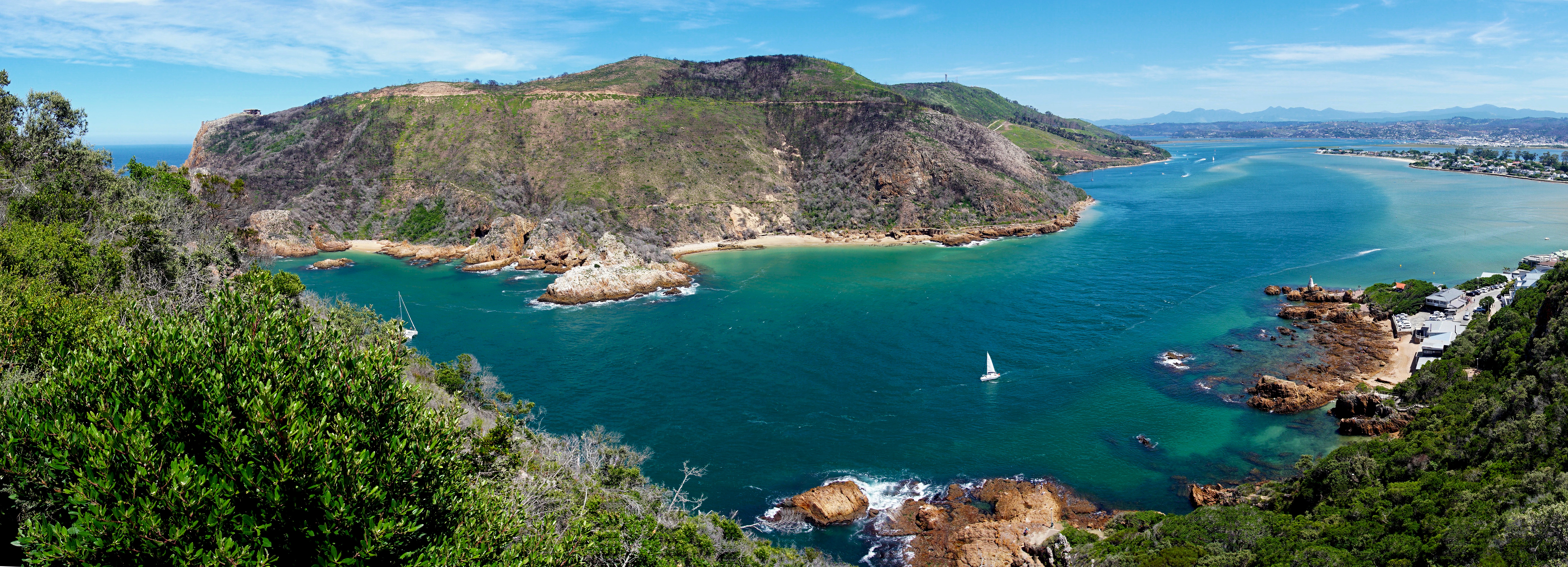
Der westliche Knysna Head vom östlichen Head aus gesehen

Als Knysna Heads wird die Hafeneinfahrt des Hafens von Knysna bezeichnet. Die Einfahrt wird von zwei Sandsteinklippen gesäumt und führt vom Indischen Ozean in das Ästuar des Knysna River (englisch Knysna Lagoon). Die Royal Navy bezeichnete die Einfahrt einst als die gefährlichste Einfahrt der Welt.
Von den Heads aus hat man einen Blick über die gesamte Wasserfläche des Ästuars und auf die Brandung des Indischen Ozeans.